# Al-Jebel, Al-Reeh y Al-Med
Al-Jebel, Al-Reeh y Al-Med son las mascotas oficiales de los Juegos Asiáticos de Playa de 2010, que se celebraron en Mascate en diciembre de 2010.